# Gostudz
Gostudz (kaszb. Gòstudz) – osada kaszubska w Polsce położona w województwie pomorskim, w powiecie człuchowskim, w gminie Człuchów. 
Niewielka osada  nad prawym brzegiem jeziora Gostudno, zwanego także Gostyńskim, jest częścią składową sołectwa Polnica.
W latach 1975–1998 miejscowość administracyjnie należała do województwa słupskiego.